# Huthi

Von Huthi im April 2025 kontrollierte Gebiete im Jemen (hellgrün)

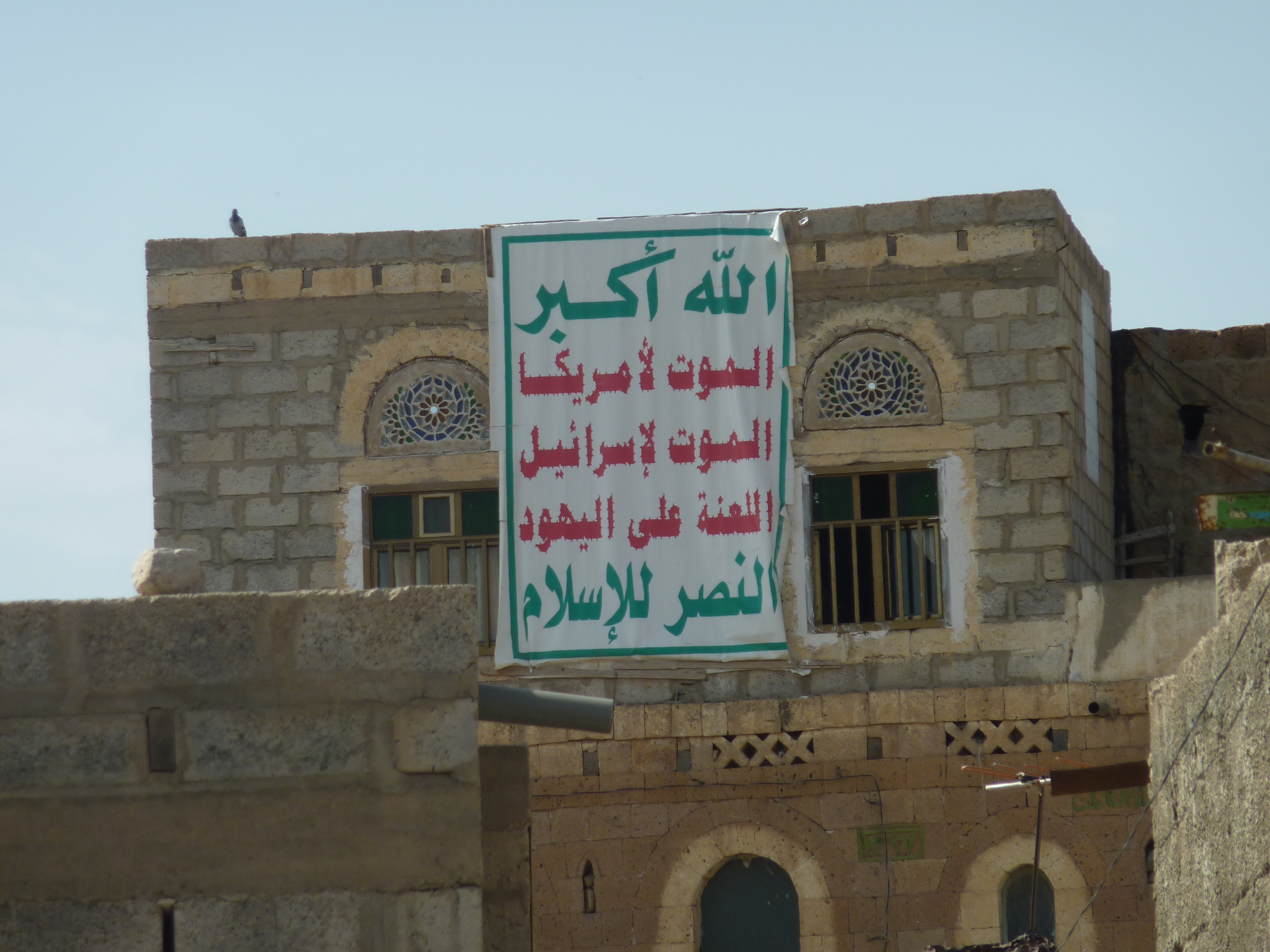
Huthi-Slogan (siehe unten) an einem Haus in Yafaa 2013: „Gott ist groß! Tod den USA! Tod Israel! Verdammt seien die Juden! Sieg dem Islam!“

Die als Huthi (von arabisch الحوثيون, DMG al-Ḥūṯiyyūn; Aussprache des th wie im Englischen als stimmloser dentaler Frikativ [⁠θ⁠]) bekannte 350.000 Kämpfer umfassende politisch-militärische Bewegung, die sich selbst als Ansar Allah (arabisch أنصار الله, DMG anṣār allāh ‚Helfer Gottes‘) bezeichnet, ist eine Bürgerkriegspartei im Jemen. Die Huthi gehören den Zaiditen, einer schiitischen Gruppierung mit eigener Rechtsschule, an.
Als schiitische Gruppierung sind die Huthis eng an die Islamische Republik Iran angelehnt. Sie verstehen sich daher als Teil des pro-iranischen Kampfbegriffs „Achse des Widerstands“, welcher in iranischer Diktion primär gegen den Westen und Israel gerichtete Kräfte der Region umschreibt. Sie verfügen durch dieses Netzwerk von bewaffneten Stellvertretergruppen des Irans über dessen Waffensysteme neuester Bauart. Dazu zählen Lang- und Mittelstreckenraketen, Antischiffsraketen, Kampfdrohnen, Unterwasser-Kampfdrohnen, Schwimmdrohnen, Schnellboote und Seeminen sowie von der regulären jemenitischen Armee eroberte schwere Artilleriewaffen und Panzer.
Laut einer Analyse des Thinktank Sana’a Center for Strategic Studies von 2021 herrschen die Huthi mit einem „höchst effektiven System der Gewalt, der Waffen und eines flächendeckenden Spitzelapparats“.

## Geschichte
Die Zaiditen treten für den Erhalt des zaiditischen Glaubens ein. Sie bilden eine eigene Rechtsschule und herrschten seit dem 9. Jahrhundert in der südwestlichen Region der arabischen Halbinsel, wo ihre Imame als Könige bis zur Revolution 1962 über den Jemen, den späteren „Nord-Jemen“, mit der Hauptstadt Sanaa herrschten. Bis 1970 bekämpften sie die republikanische Regierung in Sanaa.
Die Huthi-Bewegung geht in erster Linie von dem religiösen und politischen Führer Hussein Badreddin al-Huthi (1959–2004) aus.
Nach seinem Tod nahm die von ihm initiierte Bewegung Ansar Allah seinen Namen an.

### 1994 bis 2000
Erste schiitische Kampfgruppen bildeten sich 1994 im Zuge des Bürgerkriegs im Jemen, als die wahhabitische Regierung Saudi-Arabiens die Abspaltung des Südens (früher Volksdemokratische Republik Jemen) unterstützte. Die beidseits von Sunniten eingeengten Schiiten griffen damals jedoch kaum in die Kämpfe ein.
Die wachsende Unterstützung für die Bewegung machte sie zu einer Bedrohung für die jemenitische Regierung. Die Gruppe übernahm einen Slogan, der zu der Vernichtung USA und Israels aufrief: „Allah ist groß! Tod den USA! Tod Israel! Verdammt seien die Juden! Sieg dem Islam!“ Die Huthi verwendeten ihn erstmals im Jahr 2000, nachdem es zu Aufnahmen eines palästinensischen Kindes kam, das während der Zweiten Intifada, dem palästinensischen Aufstand 2000–2004, mutmaßlich von israelischen Soldaten erschossen wurde. Tatsächlich ist bis heute umstritten, wer den Jungen erschossen hat.

### 2001 bis 2004
Die jemenitische Regierung verfolgte einen proamerikanischen Kurs und unterstützte 2003 die US-amerikanische Invasion im Irak, was viele Jemeniten verurteilten. Die Huthi nutzten ihre Empörung und riefen zu Massenprotesten auf. Die Huthi verwiesen auf die Islamische Revolution im Iran und die Hisbollah im Libanon als Vorbilder des Widerstands. Kritik an den USA wurde von Regierungsseite wenig toleriert, erst recht nach dem Bombenanschlag von al-Qaida auf die Cole im jemenitischen Hafen Aden 2000 (noch verschärft durch einen Gefängnisausbruch von 10 des Anschlags Verdächtigen im April 2003).
Der auf den Iran spezialisierte Journalist Shahir Shahidsaless weist dazu auf die außenpolitischen Parallelen der Huthis und der iranischen Regierung hin; die Sätze Tod den USA! Tod Israel! seien dem revolutionären Iran nachgeahmt. Dabei gilt als wichtigstes Vorbild und Inspiration für die Huthis, noch vor dem Iran, die ebenfalls schiitische Hisbollah, der aus deren Sicht die Befreiung des Libanon von der israelischen Armee gelungen war; die Huthis ersetzten zum Beispiel bei mindestens einer Gelegenheit an einem Regierungsgebäude die jemenitische Flagge durch eine Flagge der Hisbollah.
Der Slogan wurde unter anderem im Januar 2003 in Protesten gegen den jemenitischen Präsidenten gesungen, wonach 600 Personen festgenommen wurden; später wurde er auch bei Protesten gegen den US-Botschafter und anderen Gelegenheiten gerufen. Noch im Jahr 2003 wurde er zum offiziellen Slogan der Huthi-Bewegung. Die Regierung betonte in diesen Jahren, dass sie den Slogan nicht toleriere, die Huthi-Bewegung hielt daran mit Hinweis auf das Recht freier Meinungsäußerung fest. Huthis sollen wegen der Benutzung des Slogans ins Gefängnis gekommen sein.

### 2004 bis 2014
Eine neue Eskalation im Konflikt der Huthi mit der Regierung erfolgte im Sommer 2004. Die Regierung warf der Bewegung separatistische Bestrebungen vor und das Anstreben eines Imamats. Tatsächlich wurde der Jemen bis 1962 als (eine Form von einem) Imamat regiert, die Kernregion der Huthis wurde bis 1967 von Unterstützern dieses Imamats kontrolliert. Auch sprach sich der Huthi-Anführer Badr al-Din al-Huthi 2005 in einem Interview mit der jemenitischen Zeitung al-Wasat für ein Imamat aus und verurteilte Demokratie als ein ausländisches Konzept. Huthis haben in der Folge aber argumentiert, dabei gehe es um eine „doktrinale Interpretation“, d. h. nicht im wörtlichen, politischen Sinne um ein Imamat. Dennoch bleiben aufgrund der doktrinalen Befürwortung eines Imamats und der Unklarheit, welche Form es haben könnte, Zweifel an den politischen Zielen.
Die Regierung ging stärker gegen die Huthi-Bewegung vor. Es entbrannten schwere Kämpfe, als die Regierung versuchte, den Prediger und ehemaligen Abgeordneten Hussein al-Huthi zu verhaften. Hussein und seine Brüder Abdul-Malik und Yahia Badreddin waren damals die bedeutendsten Vertreter der Zaiditen im Nordjemen. Bei einer großen Demonstration am 18. Juni 2004 vor der Hauptmoschee in Sanaa hatte die Polizei 640 Anhänger al-Huthis verhaftet und am 20. Juni 55.000 Dollar Kopfgeld auf ihn ausgesetzt. Nach zahlreichen Morden und wochenlangen Kämpfen kam al-Huthi am 14. September auf nicht ganz geklärte Weise ums Leben. Die Führung der Huthi übernahmen daraufhin nacheinander der Vater des Getöteten, Imam Badr Addin Al-Huthi, und diesen wiederum ablösend sein Bruder Abdul-Malik. Sie verfuhren dabei mit einer an die schiitischen Hisbollah im Südlibanon erinnernde Guerilla-Taktik, angeblich unterstützt aus dem Iran. Die Regierung wurde in ihrem Vorgehen gegen die Huthis auch von Saudi-Arabien unterstützt. Allerdings führten al-Huthis Tod und das militärische Vorgehen auch zu weiterer Polarisierung. Die Huthis waren sehr gut organisiert, bewaffnet und zeigten sich in direkter Auseinandersetzung mit Regierungstruppen immer wieder überlegen.
Im August 2009 begannen jemenitische Streitkräfte eine neue Offensive gegen die Rebellen der Provinz Sa'da, die über 100.000 Menschen in die Flucht trieb. Der in westlichen Medien kaum erwähnte Konflikt nahm jedoch internationale Dimension an, als es im November an der Grenze zu Zusammenstößen zwischen den Rebellen und Saudi-Arabien kam, wobei auch die USA mit Luftangriffen intervenierten.
Anfang 2010 erklärten die Huthi-Rebellen eine einseitige Waffenruhe, die im Februar 2010 seitens der Zentralregierung für das Land bestätigt wurde.
Nach gescheiterten Friedensvereinbarungen kam es jedoch im Laufe des Jahres 2012 erneut zu einem, diesmal landesweiten Bürgerkrieg. Als nach den Wahlen vom Februar 2012 der seit 34 Jahren herrschende Präsident Salih zurücktrat, verlor sein Nachfolger Mansur Hadi bald die Kontrolle über seinen Machtapparat, und einzelne Generäle begannen, mit ihren Truppen auf eigene Faust zu kämpfen. Danach eroberten die vom Norden kommenden Huthi-Milizen nach der Hauptstadt Sanaa auch die wichtige Hafenmetropole Hudeida und stießen dabei in den Küstenregionen mit den von Osten kommenden Al-Qaida-Kämpfern zusammen. Die Kämpfe nahmen im Herbst 2014 noch an Heftigkeit zu.
Trotz der US-Drohnenangriffe auf den jemenitischen Al-Qaida-Ableger gelang es diesem 2014, die Provinzhauptstadt Ibb und Gebiete westlich davon einzunehmen.

### 2015 bis 2023
Im Februar 2015 lösten die Huthi-Machthaber, die sich selbst Shabab Al Mu'mineen (übersetzt etwa „Gläubige Jugend“) nennen, das Parlament Jemens auf und erklärten, dass das „Revolutionskomitee“ nun die Macht über das Land übernehmen werde. Der abgesetzte jemenitische Präsident Abed Rabbo Mansur Hadi stand nach der Machtübernahme durch die Huthi-Milizen in der Hauptstadt unter Hausarrest. Es gelang ihm aber die Flucht nach Aden bzw. Saudi-Arabien, welches ihm Asyl gewährt.
Seit März 2015 flog die so genannte arabische Militärallianz in einer Militärintervention im Jemen mehr als 2000 Angriffe auf die Huthi-Milizen und warf dem Iran zugleich militärische Unterstützung der Huthi vor. Ob der Iran tatsächlich Einfluss auf die Huthi hat, ist umstritten und wird vom Iran dementiert. Jedoch verfügt der Iran Stand März 2021 als einziges Land weltweit über offizielle diplomatische Beziehungen mit der Huthi-Regierung.
Der Versuch der US-saudi-arabischen Allianz, ihre vom Ausland aus in den Jemen getragenen Angriffe nachträglich durch ein UN-Mandat völkerrechtlich legalisieren zu lassen, war im UN-Sicherheitsrat auf keine Resonanz gestoßen.
Der ehemalige UN-Generalsekretär Ban Ki Moon sowie der Iran forderten hingegen eine sofortige Einstellung der Angriffe und die Wiederaufnahme von Friedensverhandlungen.
Huthi bekannten sich am 15. September 2019 zu den am Tag zuvor erfolgten Angriffen auf die Ölraffinerie Abqaiq und das Ölfeld Churais im Osten Saudi-Arabiens.
Im Oktober 2021 beschossen Huthi-Rebellen aus Jemen den König-Abdullah-Flughafen in Dschisan in Saudi-Arabien und verletzten dabei fünf Menschen leicht.
Während der COVID-19-Pandemie im Jemen war der Gesundheitsminister der Huthi-Rebellen ein Moscheeprediger.
2021 trieben die Huthi-Rebellen fünfmal höhere Steuern im Jemen ein, als dies der einstige Diktator Ali Abdullah Saleh tat.

### Seit 2023
Im Mai 2023 griffen die Huthis nach eigenen Angaben als Reaktion auf die israelischen Angriffe auf die Stadt Rafah im südlichen Gazastreifen fünf Schiffe an, unter anderem einen griechischen Frachter. Ein Militärsprecher der Huthi erklärte im Onlinedienst X, der Frachter Laax sei „direkt getroffen und schwer beschädigt“ worden. Die Angriffe seien „eine Reaktion auf die Verbrechen des zionistischen Feindes gegen die Vertriebenen in Rafah“ gewesen, fügte der Sprecher hinzu.
Aus dem Jemen wurden nach den Terrorangriff der Hamas auf Israel am 7. Oktober 2023 Raketen und Drohnen auf Israel abgeschossen. Die Huthis bekannten sich zu den Angriffen und wurden damit zu einer weiteren Kriegspartei im seit 2023 währenden Krieg der Hamas gegen Israel. Der Sprecher der Huthi-Rebellen Yahya Saree kündigte an: Man werde weitermachen, bis die „israelische Aggression“ aufhöre.
Am 19. November 2023 wurde der Autofrachter Galaxy Leader des israelischen Geschäftsmannes Rami Ungar gekapert. Im Dezember 2023 griffen Huthi weitere Handelsschiffe vor der jemenitischen Küste im Roten Meer an. Die zum Schutz der Schifffahrt präsente US-Marine schoss mehrfach Drohnen und Raketen der Huthis ab.
Aufgrund des Beschusses setzten westliche Reedereien, darunter Mærsk und Hapag-Lloyd und schließlich auch die chinesische Reederei Cosco, Fahrten mit Containerschiffen durch das Rote Meer vorläufig aus. Am 21. Dezember nannte ein Vertreter des Europäischen Auswärtigen Dienstes (EAD) in Brüssel Kosten von 360 Millionen Euro pro Stunde durch die Huthi-Angriffe. Diese Kosten würden entstehen, weil Schiffe einen Umweg von mehr als 6000 Kilometern machen müssten. Dadurch komme es zu deutlich höheren Energiekosten, Lieferkettenproblemen und steigenden Transportkosten.
Daraufhin entschloss sich eine von den USA angeführte Koalition zur Operation Prosperity Guardian, um die Handelsschifffahrt im Roten Meer zu schützen. In der Nacht auf den 12. Januar 2024 haben die USA, das Vereinigte Königreich und mehrere Verbündete Stellungen der Huthi im Jemen angegriffen.
Anfang März 2024 wurden die Huthis von der Exilregierung des Jemen bezichtigt, für die Beschädigung von interkontinentalen Seekabeln (u. a. jenen von SEACOM) im Roten Meer verantwortlich zu sein.
Ende November 2024 berichtete die Financial Times, dass seit Juli 2024 ein von einem hochrangigen Huthi-Politiker gegründetes Unternehmen Söldner zur Unterstützung des russischen Angriffskriegs gegen die Ukraine rekrutiere; es seien bereits Hunderte durch „zwielichtigen Menschenhandel“ an Russland vermittelt und an die Front in die Ukraine geschickt worden, nachdem ihnen zuvor Versprechungen bezüglich bezahlter Arbeit in Russland oder die Erlangung der russischen Staatsbürgerschaft gemacht worden seien. Russland habe seine Beziehungen zu den Huthi vertieft und es befänden sich auch russische Vertreter im Jemen. Es wird befürchtet, dass im Gegenzug russische Waffen an die Huthi geliefert werden, die dann für Angriffe auf Handelsschiffe benutzt werden könnten.
Im Mai 2025 wurde in Deutschland erstmals ein mutmaßliches Huthi-Mitglied festgenommen.